# Franco Modigliani
(Motivazione per il Premio Nobel per l'economia 1985)
Franco Modigliani (Roma, 18 giugno 1918 – Cambridge, 25 settembre 2003) è stato un economista italiano con cittadinanza statunitense dal 1946. La sua attività di studio ha rivoluzionato la finanza aziendale moderna.

## Biografia
Nasce a Roma da una famiglia ebraica (cugino dello psicoanalista Claudio Modigliani), da Enrico Modigliani, medico pediatra, e Olga Flaschel, filantropa. Frequenta il Liceo classico Ennio Quirino Visconti di Roma, e a soli 17 anni entra alla facoltà di giurisprudenza dell'Università di Roma (nonostante il padre lo volesse indirizzato agli studi di medicina), dove è iscritto al GUF, vincendo i Littoriali della cultura e dell'arte per la sezione economica. Dopo aver collaborato ad importanti riviste del regime fascista come "Lo Stato" e "Dottrina fascista", con la promulgazione delle leggi antiebraiche lascia la capitale italiana nel 1939 e si reca a Parigi, ospite dei futuri suoceri. A Parigi segue alcuni corsi alla Sorbona ("Ho trovato l'insegnamento lì impartito prosaico e una perdita di tempo") e completa la scrittura della tesi (lavorando soprattutto nella Biblioteca Sainte-Geneviève). 
Tornato brevemente a Roma per discutere la tesi e ricevere la laurea in giurisprudenza, nel 1939 lascia l'Europa, ormai tutta indirizzata verso un nuovo conflitto militare, e si trasferisce negli Stati Uniti. Lì si specializzò alla New School of Social Research di New York, dove fu allievo dell'economista russo Jacob Marschak, e prendendone la cittadinanza nel 1946. Dal 1949 insegnò alla università dell'Illinois, quindi dal 1952 al Carnegie Institute of Technology e infine dal 1962 economia e finanza al MIT di Boston. Nel 1955 tornò per alcuni mesi in Italia, dove incontrò anche il collega Luigi Einaudi, allora presidente della repubblica.
Si fece tramite, nella cultura accademica statunitense, anche della diffusione dei maggiori conseguimenti scientifici europei in materia economica. Nel 1976 è presidente dell'American Economic Association.
Nel 1985 diviene il primo (e unico) italiano vincitore del Premio Nobel per l'economia, per i suoi lavori sul risparmio e i mercati finanziari.

## Contributo scientifico
In gioventù aderisce alle dottrine economiche fasciste, mostrando attenzione per le problematiche sociali. Dopo aver lasciato l'Italia, negli Stati Uniti approfondisce il contributo di Keynes.
L'evoluzione del pensiero economico di Modigliani si muove da allora in ambito neo-keynesiano.
Modigliani, assieme a Merton Miller, formulò il cosiddetto Teorema di Modigliani-Miller della finanza aziendale. Questo importante risultato, esposto per la prima volta nel giugno del 1958, nella "American economic review", spiega sotto quali condizioni il valore di un'azienda rimanga lo stesso sia che venga finanziata attraverso raccolta di capitali sul mercato azionario (emissione di azioni), sia che venga finanziata attraverso acquisizione di debito (emissione di obbligazioni). Nonostante le assunzioni del teorema lo rendano inverificabile dal punto di vista empirico, rimane comunque un risultato importante perché da esso è scaturita una enorme letteratura, tuttora fiorente, che cerca di spiegare sotto quali diverse condizioni il risultato non sia valido.
Quello della variazione di Valore, in funzione del mix Debt-Equity, è un tema assolutamente centrale perché è connesso a numerose operazioni di finanza aziendale (si pensi per esempio al leveraged buyout dove l'acquisizione di un'azienda da parte di soggetti terzi viene finanziata attraverso il capitale di Debito e quindi il finanziamento di erogazione bancaria) e ha quindi contribuito ad alimentare e ad incoraggiare la letteratura che tende all'asseverazione del 'vero' Valore dell'azienda.
Modigliani fu anche l'ideatore dell'ipotesi del ciclo vitale, che spiega come il risparmio ed il consumo cambino nell'arco di vita di un individuo. I consumatori, secondo Modigliani, tendono ad effettuare le loro scelte di consumo non in base al loro reddito corrente, ma in base alla loro aspettativa di reddito e consumo futuri. Per questo, gli individui tendono a risparmiare in alcune fasi della loro vita per poi spendere il denaro accumulato in altre fasi, per esempio durante il pensionamento.

## Opere
- The cost of capital, corporation finance and the theory of investment, con Merton H. Miller, in "American economic review", Vol 48, no 3, pp. 261–297, 1958.
- The role of anticipations and plans in economic behavior and their use in economic analysis and forecasting, con Kalman J. Cohen, Urbana, University of Illinois, 1961.
- The "life cycle" hypothesis of saving: aggregate implications and tests, con Albert Ando, in "The American Economic Review", 1963.
- The "life cycle" hypothesis of saving: the demand for wealth and the supply of capital, New York, Social Research, 1966.
- The reform of the international payments system, con Hossein Askari, Princeton, Princeton University, 1971.
- The Monetarist controversy: a seminar discussion, con Milton Friedman, San Francisco, Federal Reserve Bank of San Francisco, 1977.